# Ancilòpodes
Els ancilòpodes (Ancylopoda) són un subordre extint de mamífers herbívors perissodàctils. Tenien urpes llargues, corbes i bifurcades. Caràcters morfològics diferencien els ancilòpodes dels tapirs, rinoceronts i cavalls. Anteriorment es pensava que els ancilòpodes estaven relacionats amb el brontoteri, un altre perissodàctil extint.